# Фосторія (Айова)
Фосторія (англ. Fostoria) — місто (англ. city) в США, в окрузі Клей штату Айова. Населення — 230 осіб (2020).

## Географія
Фосторія розташована за координатами 43°14′31″ пн. ш. 95°9′21″ зх. д. / 43.24194° пн. ш. 95.15583° зх. д. (43.241837, -95.155779).  За даними Бюро перепису населення США в 2010 році місто мало площу 1,23 км², уся площа — суходіл. В 2017 році площа становила 1,06 км², уся площа — суходіл.

## Демографія
Згідно з переписом 2010 року, у місті мешкала 231 особа в 87 домогосподарствах у складі 63 родин. Густота населення становила 188 осіб/км².  Було 94 помешкання (77/км²).
Расовий склад населення:
| - 96,5 % — білих - 0,4 % — азіатів |

До двох чи більше рас належало 2,2 %. Частка іспаномовних становила 2,6 % від усіх жителів.
За віковим діапазоном населення розподілялося таким чином: 28,6 % — особи молодші 18 років, 61,4 % — особи у віці 18—64 років, 10,0 % — особи у віці 65 років та старші. Медіана віку мешканця становила 39,3 року. На 100 осіб жіночої статі у місті припадало 104,4 чоловіків;  на 100 жінок у віці від 18 років та старших — 106,2 чоловіків також старших 18 років.
Середній дохід на одне домашнє господарство  становив 60 135 доларів США (медіана — 62 917), а середній дохід на одну сім'ю — 72 396 доларів (медіана — 80 000). За межею бідності перебувало 8,0 % осіб, у тому числі 2,7 % дітей у віці до 18 років та 0,0 % осіб у віці 65 років та старших.
Цивільне працевлаштоване населення становило 102 особи. Основні галузі зайнятості: роздрібна торгівля — 21,6 %, мистецтво, розваги та відпочинок — 20,6 %, будівництво — 16,7 %, освіта, охорона здоров'я та соціальна допомога — 14,7 %.